# Fritz Kachler
Fritz Kachler (Viena, Áustria, 12 de janeiro de 1888 – Viena, Áustria, 14 de maio de 1973) foi um patinador artístico austríaco. Kachler conquistou três medalhas de ouro, três de prata e uma de bronze em campeonatos mundiais, e duas medalhas de ouro e uma de prata em campeonatos europeus.

## Principais resultados
| Resultados           | Resultados       | Resultados      | Resultados        | Resultados      | Resultados      | Resultados       | Resultados       | Resultados      | Resultados      | Resultados       | Resultados      | Resultados    |
| Internacional        | Internacional    | Internacional   | Internacional     | Internacional   | Internacional   | Internacional    | Internacional    | Internacional   | Internacional   | Internacional    | Internacional   | Internacional |
| Evento/Temporada     | 1908– 1909       | 1909– 1910      | 1910– 1911        | 1911– 1912      | 1912– 1913      | 1913– 1914       |                  | 1921– 1922      | 1922– 1923      | 1923– 1924       | 1924– 1925      |               |
| -------------------- | ---------------- | --------------- | ----------------- | --------------- | --------------- | ---------------- | ---------------- | --------------- | --------------- | ---------------- | --------------- | ------------- |
| Campeonato Mundial   |                  |                 | Medalha de bronze | Medalha de ouro | Medalha de ouro | Medalha de prata | Medalha de prata | Medalha de ouro |                 | Medalha de prata |                 |               |
| Campeonato Europeu   |                  |                 |                   |                 |                 | Medalha de ouro  | Medalha de prata |                 | Medalha de ouro |                  |                 |               |
| Nacional             |                  |                 |                   |                 |                 |                  |                  |                 |                 |                  |                 |               |
| Campeonato Austríaco | Medalha de prata | Medalha de ouro | Medalha de ouro   | Medalha de ouro |                 |                  |                  |                 |                 |                  | Medalha de ouro |               |